# Matthijs de Ligt
Matthijs de Ligt (Leiderdorp, 12 augustus 1999) is een Nederlands profvoetballer die doorgaans als centrale verdediger speelt. Hij tekende in augustus 2024 een contract tot medio 2029 bij Manchester United. De Ligt debuteerde in 2017 in het Nederlands voetbalelftal.

## Clubcarrière

### Ajax
De Ligt begon met voetballen bij FC Abcoude. Op zijn negende maakte hij de overstap naar de jeugdopleiding van AFC Ajax. Als jeugdspeler van Ajax werd hij uitgeroepen tot beste speler van de ABN AMRO Future Cup, een jaarlijks vriendschappelijk internationaal toernooi dat door Ajax wordt georganiseerd voor de B-junioren. Tijdens de Copa Amsterdam, een jaarlijks vriendschappelijk internationaal toernooi dat door Ajax wordt georganiseerd voor spelers onder de 19, kreeg hij de eretitel 'Beste speler van het toernooi' toebedeeld. De Ligt kreeg hierop vele aanbiedingen van zakenbehartigers, die hij en zijn ouders alle terzijde schoven. Hij koos om zijn zaken te laten behartigen door oud-Ajaxspeler Barry Hulshoff, die naast De Ligt slechts een andere cliënt had. De Ligt tekende in september 2015 zijn eerste contract bij Ajax voor drie seizoenen. Na afloop van het seizoen 2015/16 werd hij verkozen tot Talent van de Toekomst.
Tijdens het seizoen erna, 2016-2017, beleefde hij op zeer jonge leeftijd zijn nationale en internationale doorbraak. Nog geen half jaar na het ontvangen van zijn prijs als Talent van de Toekomst maakte hij achtereenvolgens zijn debuut in de Eerste divisie, KNVB Beker, UEFA Europa League én Eredivisie. Aan het begin van het seizoen mocht hij aansluiten bij Jong Ajax. Tijdens de voorbereiding op het nieuwe seizoen met Jong Ajax zat De Ligt meerdere malen bij de A-selectie. Zo mocht hij onder meer mee op trainingskamp naar Oostenrijk. Tijdens dit trainingskamp maakte hij in een vriendschappelijk duel met FC Liefering zijn officieuze debuut voor de hoofdmacht van Ajax. Op 8 augustus 2016 volgde zijn professionele debuut bij Jong Ajax in de Eerste divisie. Op die dag speelde Jong Ajax een thuiswedstrijd tegen FC Emmen. En op 21 september 2016 volgde het officiële debuut voor Ajax in een KNVB beker-wedstrijd tegen Willem II. De Ligt wist na 25 minuten spelen de 2-0 te maken uit een hoekschop van Hakim Ziyech. Hiermee werd hij na Clarence Seedorf de jongste scorende Ajacied in de clubhistorie. In oktober 2016 verliet De Ligt Jong Ajax, en sloot hij aan bij de A-selectie. Op 27 november debuteert hij in de Eredivisie, in de uitwedstrijd tegen Heerenveen. In de A-selectie vormde hij meestal samen met Davinson Sánchez het hart van de defensie. In maart 2017 debuteerde hij in het Nederlands elftal (zie onder). Ajax speelde in het seizoen 2016-2017 in de UEFA Europa League en bereikte zelfs de finale. In de wedstrijd tegen Panatinaikos op 24 november 2016 maakte De Ligt zijn Europese debuut. Hij werd de jongste speler die ooit is opgesteld in een Europacup-finale, nadat hij op 24 mei 2017, op de leeftijd van 17 jaar en 285 dagen, speelde in de finale tegen Manchester United.
Seizoen 2017-2018 verliep opnieuw voorspoedig. De Ligt kon zich internationaal echter minder laten zien, omdat Ajax zich niet kwalificeerde voor Europees voetbal, en het Nederlands elftal zich niet kwalificeerde voor het WK van 2018. Dit seizoen vormde hij het hart van de defensie samen met afwisselend Nick Viergever, Maximilian Wöber en Frenkie de Jong. In april 2018 werd hij benoemd tot eerste aanvoerder van de Amsterdammers, nadat Joël Veltman ernstig geblesseerd was geraakt. Hiermee werd hij de jongste Ajax-aanvoerder ooit. Na afloop van het seizoen kozen de supporters hem tot Ajax-Talent van het jaar, en werd hij uitgeroepen tot Nederlands talent van het jaar.
Tijdens seizoen 2018-2019 werd De Ligt in binnen- en buitenland beschouwd als een enorm talent. Dit werd bevestigd doordat hij de Golden boy award won, de prijs voor het grootste voetbaltalent van Europa. Hij was de eerste verdediger die deze prijs won. Ook  L'Équipe koos hem in juni 2019 tot het grootste talent in Europa. In de competitie maakte de Ligt steeds minder fouten en speelde hij in het hart van de verdediging meestal samen met de naar Ajax teruggekeerde Daley Blind. Hij kwam in de belangstelling te staan van de grootste clubs in Europa. Naast Barry Hulshof werd nu ook Mino Raiola zijn zaakwaarnemer. Hij kon zich internationaal meten door deelname van Nederland aan de Nations League, en door deelname van Ajax aan de Champions League. In deze competities trof hij spitsen als Mbappé, Lewandowski en Ronaldo. Hierdoor kreeg hij alsnog de prikkels die hij in de Eredivisie soms zei te missen. In 2018 maakt hij zijn debuut in de Champions League. In december van dat jaar werd hij door de UEFA gekozen in het Champions League breakthrough team 2018, een lijst van jonge spelers die zijn doorgebroken in deze competitie.  Hij bereikte positie 89 in een door experts opgestelde lijst van de beste voetballers in de wereld (100 best footballers in the world 2018, gepubliceerd door The Guardian). In januari 2019 voorspelde bondscoach Ronald Koeman dat De Ligt binnen twee jaar de beste centrumverdediger ter wereld zou zijn. In februari werd hij in de wedstrijden tegen Real Madrid de jongste aanvoerder ooit in de knock-out fase van de Champions League. Op 27 februari speelde hij tegen Feyenoord zijn honderdste officiële duel in Ajax 1. Op 16 april maakte hij met het hoofd het winnende doelpunt in de kwartfinale-uitwedstrijd bij Juventus, waardoor Ajax zich plaatste voor de halve finales van de Champions League. Ook in de thuiswedstrijd van de halve finale tegen Tottenham Hotspur scoorde hij met het hoofd, maar Ajax verloor met 2-3 en wist de finale niet te bereiken. De UEFA verkoos hem bij de 20 beste spelers van het Champions-League seizoen. De Ligt behaalde zijn eerste prijs met het eerste van Ajax, toen Ajax op 5 mei de KNVB beker won (4-0 tegen Willem II). Op 15 mei volgde de landstitel. Persoonlijk won hij, als jongste speler ooit, de Gouden Schoen als Nederlands voetballer van het jaar in de Eredivisie. In juli bleek De Ligt volgens de FIFA te behoren tot de 10 beste spelers in de wereld, die waren genomineerd voor The Best FIFA Men's Player Award. De FIFA verkoos hem ook in het wereldelftal van het jaar (FIFPro World11).

### Juventus
De Ligt tekende in juli 2019 een contract tot medio 2024 bij Juventus. De tranfersom bedroeg 75 miljoen euro. Zijn officiële debuut volgde op 31 augustus in de tweede competitiewedstrijd tegen Napoli, die Juventus met 4-3 won. De Ligt speelde echter ongelukkig: volgens de assistent-trainer van Juventus liep hij wat achter in het leren van het spelsysteem van Juventus. In de eerste wedstrijden van het seizoen speelde De Ligt niet sterk. Eind september stelde ook trainer Maurizio Sarri dat De Ligt nog moest wennen aan de speelstijl. Bovendien is hij bij Juventus linker centrale verdediger, terwijl hij bij Ajax gewend was aan de positie van rechter centrale verdediger. In oktober erkende De Ligt dat hij niet zijn beste periode doormaakte. Mede door een langdurige blessure van zijn concurrent Giorgio Chiellini handhaafde hij zich wel in de basis, waarin hij de centrale verdediging vormde samen met Leonardo Bonucci.
In oktober maakte France Football bekend, dat De Ligt behoorde tot de 30 spelers die waren genomineerd voor de Ballon d'Or, voor beste voetballer van het jaar. Hij eindigt op positie 15. In december won De Ligt wel de Kopa Trophy, de door France Football uitgereikte prijs voor de beste speler ter wereld onder de 21 jaar. Op 2 november scoorde de Ligt zijn eerste doelpunt voor Juventus: hij besliste de derby tegen Torino (0-1). Vanaf deze wedstrijd verbeterde zijn spel. In december plaatste The Guardian De Ligt op positie 18 in de lijst van 100 beste mannelijke voetballers in de wereld, waarop hij een jaar eerder nummer 89 was. In de vier weken rond de jaarwisseling nam Merih Demiral de plaats van De Ligt over, totdat Demiral zijn kruisbanden scheurde. In de tweede seizoenshelft was De Ligt gewend aan de speelstijl en speelde hij sterk. Hij werd kampioen met Juventus en behaalde zo zijn tweede landskampioenschap.
Voor De Ligt startte seizoen 2020/21 pas op 21 november 2020, door een schouderoperatie in augustus 2020. In december plaatste The Guardian De Ligt op positie 69 in de lijst van 100 beste mannelijke voetballers in de wereld, waarop hij een jaar eerder nummer 18 was. Dat seizoen was hij de meest gebruikte verdediger bij Juventus: hij speelde 36 wedstrijden, waaronder de finale van de Coppa Italia op 19 mei 2021. Hij speelde dat duel 90 minuten en won met 2-1 van Atalanta Bergamo. In zijn derde en laatste seizoen vormde hij samen met Bonucci het meest gebruikte verdedigingsduo. Hij speelde 42 wedstrijden in alle competities, zijn meeste in dienst van Juventus. Voor die club kwam hij tot 117 wedstrijden, precies evenveel als voor Ajax, waarin hij tot acht goals en drie assists kwam.

### Bayern München
Na drie seizoenen in het shirt van Juventus te hebben gespeeld maakte De Ligt in de zomer van 2022 de overstap naar de Duitse recordkampioen Bayern München. Die club deed in 2019 ook al een poging om De Ligt te contracteren, maar slaagde daar toen niet in. Waar De Ligt zelf niet per se uit was op een vertrek uit Turijn, zag Juventus met de verkoop de mogelijkheid om de verminderde financiële situatie van de club te verbeteren. Bayern München betaalde namelijk zo'n 70 tot 80 miljoen euro aan Juventus. Ook Chelsea was geïnteresseerd in de komst van De Ligt. Hij maakte op 30 juli in de DFL-Supercup 2022 tegen RB Leipzig (3-5 winst), waarna hij op 5 augustus zijn invaller ook zijn debuut maakte in de Bundesliga tegen Eintracht Frankfurt. In zijn eerste wedstrijd als basisspeler tegen VfL Bochum scoorde hij al na anderhalve minuut zijn eerste doelpunt voor doelpunt voor Bayern, dat met 7-0 won.. Hij vormde al gauw samen met Dayot Upamecano het vaste centrale duo. Op de laatste speelronde werd De Ligt voor het eerst kampioen met Bayern München.
Aan het begin van seizoen 2023/24 verloor hij zijn vaste basisplaats doordat trainer Thomas Tuchel meestal de voorkeur gaf aan Dayot Upamecano en Kim Min-jae in het hart van de verdediging. Na de winterstop werd dat duo langzaam gepasseerd voor De Ligt en winteraanwinst Eric Dier, die een goed duo vormde. Hij eindigde op dertig wedstrijden in alle competities dat seizoen, waarin hij tweemaal scoorde, en geen enkele centrale verdediger had een hoger puntengemiddelde in de wedstrijden dat hij speelde dan De Ligt. Wel moest Bayern alle prijzen dat seizoen aan zich voorbij laten gaan, aangezien Bayer Leverkusen voor het eerst kampioen werd en Real Madrid te sterk was in de halve finale van de Champions League. In aanloop naar het seizoen 2024/25, op dinsdag 13 augustus 2024, kondigde De Ligt zijn vertrek aan bij de Duitse ploeg.

### Manchester United
De Ligt maakte de overstap naar Manchester United waar hij werd herenigd met zijn voormalig Ajax-hoofdtrainer Erik ten Hag. Hier tekende hij een meerjarig contract en trof hij onder andere oud-ploeggenoot André Onana en landgenoot Joshua Zirkzee.

## Clubstatistieken
| Seizoen     | Club              | Competitie     | Competitie | Competitie | Beker | Beker | Europa | Europa | Overig | Overig | Totaal | Totaal |
| Seizoen     | Club              | Competitie     | Wed.       | Dlp.       | Wed.  | Dlp.  | Wed.   | Dlp.   | Wed.   | Dlp.   | Wed.   | Dlp.   |
| ----------- | ----------------- | -------------- | ---------- | ---------- | ----- | ----- | ------ | ------ | ------ | ------ | ------ | ------ |
| 2016/17     | Jong Ajax         | Eerste divisie | 17         | 1          | 0     | 0     | 0      | 0      | 0      | 0      | 17     | 1      |
| Club Totaal | Club Totaal       | Club Totaal    | 17         | 1          | 0     | 0     | 0      | 0      | 0      | 0      | 17     | 1      |
| 2016/17     | Ajax              | Eredivisie     | 11         | 2          | 3     | 1     | 9      | 0      | 0      | 0      | 23     | 3      |
| 2017/18     | Ajax              | Eredivisie     | 33         | 3          | 2     | 0     | 4      | 0      | 0      | 0      | 39     | 3      |
| 2018/19     | Ajax              | Eredivisie     | 33         | 3          | 5     | 1     | 17     | 3      | 0      | 0      | 55     | 7      |
| Club Totaal | Club Totaal       | Club Totaal    | 77         | 8          | 10    | 2     | 30     | 3      | 0      | 0      | 117    | 13     |
| 2019/20     | Juventus          | Serie A        | 29         | 4          | 4     | 0     | 6      | 0      | 0      | 0      | 39     | 4      |
| 2020/21     | Juventus          | Serie A        | 27         | 1          | 4     | 0     | 5      | 0      | 0      | 0      | 36     | 1      |
| 2021/22     | Juventus          | Serie A        | 31         | 3          | 4     | 0     | 7      | 0      | 0      | 0      | 42     | 3      |
| Club Totaal | Club Totaal       | Club Totaal    | 87         | 8          | 12    | 0     | 18     | 0      | 0      | 0      | 117    | 8      |
| 2022/23     | Bayern München    | Bundesliga     | 31         | 3          | 4     | 0     | 7      | 0      | 1      | 0      | 43     | 3      |
| 2023/24     | Bayern München    | Bundesliga     | 22         | 2          | 1     | 0     | 6      | 0      | 1      | 0      | 30     | 2      |
| Club Totaal | Club Totaal       | Club Totaal    | 55         | 5          | 5     | 0     | 13     | 0      | 2      | 0      | 73     | 5      |
| 2024/25     | Manchester United | Premier League | 4          | 1          | 0     | 0     | 0      | 0      | 0      | 0      | 0      | 0      |
| Club totaal | Club totaal       | Club totaal    | 4          | 1          | 0     | 0     | 0      | 0      | 0      | 0      | 0      | 0      |
| TOTAAL      | TOTAAL            | TOTAAL         | 229        | 21         | 27    | 2     | 61     | 3      | 2      | 0      | 320    | 25     |

Bijgewerkt op 14 augustus 2024.

## Interlandcarrière
Bondscoach Danny Blind selecteerde De Ligt in maart 2017 voor het Nederlands voetbalelftal voor een kwalificatiewedstrijd voor het WK 2018 tegen Bulgarije en een oefeninterland tegen Italië. De keuze voor De Ligt was verrassend, omdat hij pas vijf volledige wedstrijden in het eerste elftal van Ajax had gespeeld. Er was kritiek op de uitverkiezing van onder anderen oud-verdedigers John de Wolf en Jaap Stam. Blind gaf De Ligt, mede door het ontbreken van Ron Vlaar, Stefan de Vrij, Jeffrey Bruma en Virgil van Dijk, een basisplaats in de wedstrijd tegen Bulgarije op 25 maart 2017. Hij vormde het centrale verdedigingsduo met Bruno Martins Indi. Hij kreeg hierbij de voorkeur boven Wesley Hoedt, Nick Viergever en Joël Veltman, terwijl ook Daley Blind de positie had kunnen invullen. De Ligt werd door zijn basisplaats, op een leeftijd van 17 jaar en 225 dagen, de jongste speler ooit in een officiële wedstrijd van het Nederlands elftal. Over alle interlands bezien, moest hij Jan van Breda Kolff (in 1911 gedebuteerd met 17 jaar en 84 dagen), Mauk Weber (in 1931 gedebuteerd met 17 jaar en 105 dagen) en Dé Kessler (in 1909 gedebuteerd met 17 jaar en 222 dagen), die debuteerden in vriendschappelijke wedstrijden, voor zich dulden. Tijdens de wedstrijd ging De Ligt in de fout bij het eerste Bulgaarse doelpunt. Hij werd in de rust gewisseld. 
Aan de daaropvolgende oefeninterland tegen Italië deed hij vervolgens niet mee. Op 31 mei 2017 werd hij wel weer opgesteld in een oefenduel tegen Marokko. In dit duel kreeg hij de rode kaart. Na het ongelukkige begin van zijn interlandcarrière werd De Ligt tijdens de zeven daaropvolgende duels van het Nederlands elftal, waaronder de laatste 5 WK-kwalificatieduels, niet opgesteld. Nederland kwalificeert zich niet voor het WK 2018. Op 14 november 2017 gunde Advocaat hem echter kans op revanche, en werd hij in de oefeninterland tegen Roemenië in de basis opgesteld. De Ligt benutte deze kans, en vanaf dat moment neemt zijn interlandcarrière een positieve wending. Ook in de vijf hierop volgende oefeninterlands wordt hij opgesteld. In de uitwedstrijd in en tegen Portugal valt hij op door het uitschakelen van Cristiano Ronaldo en twee assists.
In de tweede helft van 2018 trof Nederland in de nieuwe UEFA Nations League de nieuwe en vorige wereldkampioen, Frankrijk en Duitsland. De Ligt wist Kylian Mbappé te bedwingen en Nederland eindigde bovenaan in de poule. Ondertussen was De Ligt de tiener met de meeste interlands ooit. In 2019 speelde hij ook de finale van de Nations League, die werd verloren van Portugal.
Begin 2019 startte de kwalificatieronde voor het EK. De Ligt scoorde zijn eerste doelpunt voor Oranje met het hoofd in de thuiswedstrijd tegen Duitsland op 24 maart 2019. 
In de zomer van 2021 werd het uitgestelde EK 2020 gespeeld. De Ligt miste de eerst poulewedstrijd door een blessure, maar speelde de andere poulewedstrijden wel. Tijdens de achtste finale tegen Tsjechië, die leidde tot de uitschakeling van Nederland, kreeg hij een rode kaart na een handsbal. Op 14 juni 2022 werd De Ligt in de wedstrijd tegen Wales voor het eerst in zijn interlandloopbaan aangesteld als aanvoerder.
Tijdens het WK 2022 speelde De Ligt de eerste wedstrijd tegen Senegal, maar tijdens de rest van het toernooi koos bondscoach Louis van Gaal voor Jurriën Timber in plaats van De Ligt. Ook tijdens het EK 2024 was hij wisselspeler achter Stefan de Vrij en Virgil van Dijk. Hij kwam daardoor dat toernooi geen minuut in actie. Nederland overleefde een groep met Polen, Frankrijk en Oostenrijk en schakelde vervolgens Roemenië en Turkije uit, voordat het in de halve finales met 2–1 verloor van Engeland.
| Interlands van Matthijs de Ligt voor Nederland | Interlands van Matthijs de Ligt voor Nederland | Interlands van Matthijs de Ligt voor Nederland | Interlands van Matthijs de Ligt voor Nederland | Interlands van Matthijs de Ligt voor Nederland | Interlands van Matthijs de Ligt voor Nederland |
| №                                              | Datum                                          | Wedstrijd                                      | Uitslag                                        | Soort wedstrijd                                | Doelpunten                                     |
| ---------------------------------------------- | ---------------------------------------------- | ---------------------------------------------- | ---------------------------------------------- | ---------------------------------------------- | ---------------------------------------------- |
|                                                |                                                |                                                |                                                |                                                |                                                |
| Als speler van Ajax                            | Als speler van Ajax                            | Als speler van Ajax                            | Als speler van Ajax                            | Als speler van Ajax                            | 2                                              |
| 1.                                             | 25 maart 2017                                  | Bulgarije – Nederland                          | 2 – 0                                          | Kwalificatie WK 2018                           |                                                |
| 2.                                             | 31 mei 2017                                    | Marokko – Nederland                            | 1 – 2                                          | Vriendschappelijk                              |                                                |
| 3.                                             | 14 november 2017                               | Roemenië – Nederland                           | 0 – 3                                          | Vriendschappelijk                              |                                                |
| 4.                                             | 23 maart 2018                                  | Nederland – Engeland                           | 0 – 1                                          | Vriendschappelijk                              |                                                |
| 5.                                             | 26 maart 2018                                  | Portugal – Nederland                           | 0 – 3                                          | Vriendschappelijk                              |                                                |
| 6.                                             | 31 mei 2018                                    | Slowakije – Nederland                          | 1 – 1                                          | Vriendschappelijk                              |                                                |
| 7.                                             | 4 juni 2018                                    | Italië – Nederland                             | 1 – 1                                          | Vriendschappelijk                              |                                                |
| 8.                                             | 6 september 2018                               | Nederland – Peru                               | 2 – 1                                          | Vriendschappelijk                              |                                                |
| 9.                                             | 9 september 2018                               | Frankrijk – Nederland                          | 2 – 1                                          | Nations League 2018/19                         |                                                |
| 10.                                            | 13 oktober 2018                                | Nederland – Duitsland                          | 3 - 0                                          | Nations League 2018/19                         |                                                |
| 11.                                            | 16 oktober 2018                                | België – Nederland                             | 1 - 1                                          | Vriendschappelijk                              |                                                |
| 12.                                            | 16 november 2018                               | Nederland – Frankrijk                          | 2 - 0                                          | Nations League 2018/19                         |                                                |
| 13.                                            | 19 november 2018                               | Duitsland – Nederland                          | 2 - 2                                          | Nations League 2018/19                         |                                                |
| 14.                                            | 21 maart 2019                                  | Nederland – Wit-Rusland                        | 4 - 0                                          | Kwalificatie EK 2020                           |                                                |
| 15.                                            | 24 maart 2019                                  | Nederland – Duitsland                          | 2 - 3                                          | Kwalificatie EK 2020                           | 48'                                            |
| 16.                                            | 6 juni 2019                                    | Nederland – Engeland                           | 3 - 1                                          | Nations League 2018/19                         | 73'                                            |
| 17.                                            | 9 juni 2019                                    | Portugal – Nederland                           | 1 – 0                                          | Nations League 2018/19                         |                                                |
| Als speler van Juventus                        |                                                |                                                |                                                |                                                |                                                |
| 18.                                            | 6 september 2019                               | Duitsland – Nederland                          | 2 – 4                                          | Kwalificatie EK 2020                           |                                                |
| 19.                                            | 9 september 2019                               | Estland – Nederland                            | 0 – 4                                          | Kwalificatie EK 2020                           |                                                |
| 20.                                            | 10 oktober 2019                                | Nederland – Noord-Ierland                      | 3 – 1                                          | Kwalificatie EK 2020                           |                                                |
| 21.                                            | 13 oktober 2019                                | Wit-Rusland – Nederland                        | 1 – 2                                          | Kwalificatie EK 2020                           |                                                |
| 22.                                            | 16 november 2019                               | Noord-Ierland – Nederland                      | 0 – 0                                          | Kwalificatie EK 2020                           |                                                |
| 23.                                            | 19 november 2019                               | Nederland – Estland                            | 5 – 0                                          | Kwalificatie EK 2020                           |                                                |
| 24.                                            | 24 maart 2021                                  | Turkije – Nederland                            | 4 – 2                                          | Kwalificatie WK 2022                           |                                                |
| 25.                                            | 27 maart 2021                                  | Nederland – Letland                            | 2 – 0                                          | Kwalificatie WK 2022                           |                                                |
| 26.                                            | 30 maart 2021                                  | Gibraltar – Nederland                          | 0 – 7                                          | Kwalificatie WK 2022                           |                                                |
| 27.                                            | 2 juni 2021                                    | Nederland – Schotland                          | 2 – 2                                          | Vriendschappelijk                              |                                                |
| 28.                                            | 17 juni 2021                                   | Nederland – Oostenrijk                         | 2 – 0                                          | EK 2020                                        |                                                |
| 29.                                            | 21 juni 2021                                   | Noord-Macedonië – Nederland                    | 0 – 3                                          | EK 2020                                        |                                                |
| 30.                                            | 27 juni 2021                                   | Nederland – Tsjechië                           | 0 – 2                                          | EK 2020                                        | 55'                                            |
| 31.                                            | 4 september 2021                               | Nederland – Montenegro                         | 4 – 0                                          | Kwalificatie WK 2022                           |                                                |
| 32.                                            | 13 november 2021                               | Montenegro – Nederland                         | 2 – 2                                          | Kwalificatie WK 2022                           |                                                |
| 33.                                            | 16 november 2021                               | Nederland – Noorwegen                          | 2 – 0                                          | Kwalificatie WK 2022                           |                                                |
| 34.                                            | 26 maart 2022                                  | Nederland – Denemarken                         | 4 – 2                                          | Vriendschappelijk                              |                                                |
| 35.                                            | 29 maart 2022                                  | Nederland – Duitsland                          | 1 – 1                                          | Vriendschappelijk                              |                                                |
| 36.                                            | 3 juni 2022                                    | België – Nederland                             | 1 – 4                                          | Nations League 2022/23                         |                                                |
| 37.                                            | 8 juni 2022                                    | Wales – Nederland                              | 1 – 2                                          | Nations League 2022/23                         |                                                |
| 38.                                            | 14 juni 2022                                   | Nederland – Wales                              | 3 – 2                                          | Nations League 2022/23                         |                                                |
| Als speler van Bayern München                  |                                                |                                                |                                                |                                                |                                                |
| 39.                                            | 21 november 2022                               | Senegal – Nederland                            | 0 – 2                                          | WK 2022                                        |                                                |
| 40.                                            | 3 december 2022                                | Nederland – Verenigde Staten                   | 3 – 1                                          | WK 2022                                        |                                                |
| 41.                                            | 27 maart 2023                                  | Nederland – Gibraltar                          | 3 – 0                                          | Kwalificatie EK 2024                           |                                                |
| 42.                                            | 7 september 2023                               | Nederland – Griekenland                        | 3 – 0                                          | Kwalificatie EK 2024                           |                                                |
| 43.                                            | 10 september 2023                              | Ierland – Nederland                            | 1 – 2                                          | Kwalificatie EK 2024                           |                                                |
| 44.                                            | 26 maart 2024                                  | Duitsland – Nederland                          | 2 – 1                                          | Vriendschappelijk                              |                                                |
| 45.                                            | 6 juni 2024                                    | Nederland – Canada                             | 4 – 0                                          | Vriendschappelijk                              |                                                |
| Als speler van Manchester United               |                                                |                                                |                                                |                                                |                                                |
| 46.                                            | 7 september 2024                               | Nederland – Bosnië en Herzegovina              | 5 – 2                                          | Nations League 2024/25                         |                                                |
| 47.                                            | 10 september 2024                              | Nederland – Duitsland                          | 2 – 2                                          | Nations League 2024/25                         |                                                |
| 48.                                            | 11 oktober 2024                                | Hongarije – Nederland                          | 1 – 1                                          | Nations League 2024/25                         |                                                |
| 49.                                            | 19 november 2024                               | Bosnië en Herzegovina – Nederland              | 1 – 1                                          | Nations League 2024/25                         |                                                |
| 50.                                            | 20 maart 2025                                  | Nederland – Spanje                             | 2 – 2                                          | Nations League 2024/25                         |                                                |

Bijgewerkt tot en met 10 september 2024.

## Erelijst
Als speler
| Competitie          | Aantal | Jaren   |
| Ajax                | Ajax   | Ajax    |
| ------------------- | ------ | ------- |
| Eredivisie          | 1x     | 2018/19 |
| KNVB beker          | 1x     | 2018/19 |
| Juventus            |        |         |
| Serie A             | 1x     | 2019/20 |
| Coppa Italia        | 1x     | 2020/21 |
| Supercoppa Italiana | 1x     | 2020    |
| Bayern München      |        |         |
| Bundesliga          | 1x     | 2022/23 |
| DFL-Supercup        | 1x     | 2022    |

| Competitie          | Winnaar   | Winnaar   | Tweede    | Tweede    | Derde     | Derde     |
| Competitie          | Aantal    | Jaren     | Aantal    | Jaren     | Aantal    | Jaren     |
| Nederland           | Nederland | Nederland | Nederland | Nederland | Nederland | Nederland |
| ------------------- | --------- | --------- | --------- | --------- | --------- | --------- |
| UEFA Nations League | -         | -         | 1x        | 2018/19   | -         | -         |

Individueel
| Prijs                                                  | Aantal | Jaar |
| ------------------------------------------------------ | ------ | ---- |
| Nederland                                              |        |      |
| Beste speler ABN AMRO Future Cup                       | 1x     | 2015 |
| Beste speler Copa Amsterdam                            | 1x     | 2015 |
| Ajax Talent van de Toekomst                            | 1x     | 2016 |
| Sporttalent van Amsterdam                              | 1x     | 2017 |
| Ajax Talent van het jaar                               | 1x     | 2018 |
| Bronzen schoen Eredivisie                              | 1x     | 2018 |
| Johan Cruijff Prijs: Grootste talent van de Eredivisie | 1x     | 2018 |
| Golden Boy Award                                       | 1x     | 2018 |
| NOC*NSF Young Talent Award                             | 1x     | 2018 |
| Nederlands voetballer van het jaar                     | 1x     | 2019 |
| Kopa Trophy                                            | 1x     | 2019 |

## Privé
De Ligt was getrouwd met een dochter van voormalig voetballer Keje Molenaar.